# Pallanuoto ai XVI Giochi asiatici
Il XVI torneo asiatico di pallanuoto si è disputato tra il 15 ed il 25 novembre 2010 negli impianti del Tianhe Natatorium di Canton, in Cina, all'interno del programma dei XVI Giochi asiatici. Per la prima volta è stato disputato anche il torneo femminile.

## Torneo maschile
La competizione si è svolta dal 18 al 25 novembre. La formula del torneo è stata simile a quella dell'edizione precedente con l'introduzione dei quarti di finale nella fase ad eliminazione diretta.
Il Kazakistan, battendo in finale i padroni di casa della Cina, ha conquistato il suo quarto titolo continentale.

### Fase preliminare

#### Gruppo A
| 18 novembre , ore 14:30 | Corea del Sud | 18 – 5 (4-2, 7-2, 13-4) | Hong Kong |  |

| 18 novembre , ore 15:55 | Cina | 9 – 3 (4-2, 4-3, 7-3) | Giappone |  |

| 19 novembre , ore 14:30 | Corea del Sud | 26 – 1 (5-1, 12-1, 16-1) | Qatar |  |

| 19 novembre , ore 15:55 | Cina | 24 – 6 (8-1, 14-2, 19-5) | Hong Kong |  |

| 20 novembre , ore 09:00 | Giappone | 30 – 1 (5-1, 15-1, 22-1) | Hong Kong |  |

| 20 novembre , ore 15:55 | Cina | 26 – 1 (7-0, 15-1, 22-1) | Qatar |  |

| 21 novembre , ore 14:30 | Giappone | 25 – 2 (10-1, 18-1, 21-1) | Qatar |  |

| 21 novembre , ore 15:55 | Cina | 13 – 6 (3-1, 5-1, 7-3) | Corea del Sud |  |

| 22 novembre , ore 09:00 | Giappone | 14 – 4 (7-1, 8-2, 9-2) | Corea del Sud |  |

| 22 novembre , ore 14:30 | Hong Kong | 21 – 1 (5-1, 8-1, 15-1) | Qatar |  |

|    | Squadra       | Punti | G | V | N | P | GF | GS | Diff |
| -- | ------------- | ----- | - | - | - | - | -- | -- | ---- |
| 1. | Cina          | 8     | 4 | 4 | 0 | 0 | 72 | 16 | +58  |
| 2. | Giappone      | 6     | 4 | 3 | 0 | 1 | 72 | 16 | +58  |
| 3. | Corea del Sud | 4     | 4 | 2 | 0 | 2 | 54 | 33 | +21  |
| 4. | Hong Kong     | 2     | 4 | 1 | 0 | 3 | 33 | 73 | -40  |
| 5. | Qatar         | 0     | 4 | 0 | 0 | 4 | 5  | 98 | -93  |

#### Gruppo B
| 18 novembre , ore 09:00 | Kazakistan | 23 – 3 (5-0, 11-0, 16-2) | Arabia Saudita |  |

| 18 novembre , ore 10:25 | Singapore | 7 – 7 (2-2, 4-3, 5-6) | Kuwait |  |

| 20 novembre , ore 10:25 | Kazakistan | 14 – 1 (7-0, 9-0, 12-0) | Kuwait |  |

| 20 novembre , ore 14:30 | Singapore | 11 – 9 (2-1, 6-2, 9-6) | Arabia Saudita |  |

| 22 novembre , ore 10:25 | Kuwait | 10 – 8 (3-2, 4-5, 6-7) | Arabia Saudita |  |

| 22 novembre , ore 15:55 | Kazakistan | 21 – 5 (6-0, 10-3, 15-3) | Singapore |  |

|    | Squadra        | Punti | G | V | N | P | GF | GS | Diff |
| -- | -------------- | ----- | - | - | - | - | -- | -- | ---- |
| 1. | Kazakistan     | 6     | 3 | 3 | 0 | 0 | 58 | 9  | +49  |
| 2. | Kuwait         | 3     | 3 | 1 | 1 | 1 | 18 | 29 | -11  |
| 3. | Singapore      | 3     | 3 | 1 | 1 | 1 | 23 | 37 | -14  |
| 4. | Arabia Saudita | 0     | 3 | 0 | 0 | 3 | 20 | 44 | -24  |

### Fase finale

#### Tabellone
|  | Quarti di finale | Quarti di finale |            |          | Semifinali                | Semifinali                |  |  | Finale | Finale |
|  |                  |                  |            |          |                           |                           |  |  |        |        |
|  |                  |                  |            |          |                           |                           |  |  |        |        |
|  |                  |                  |            |          |                           |                           |  |  |        |        |
|  | Cina             | 22               |            |          |                           |                           |  |  |        |        |
|  | Cina             | 22               |            |          |                           |                           |  |  |        |        |
|  | Arabia Saudita   | 2                |            |          |                           |                           |  |  |        |        |
|  | Arabia Saudita   | 2                | Cina       | 22       |                           |                           |  |  |        |        |
|  |                  |                  | Cina       | 22       |                           |                           |  |  |        |        |
|  |                  | Corea del Sud    | 9          |          |                           |                           |  |  |        |        |
|  | Kuwait           | Corea del Sud    | 9          | 3        |                           |                           |  |  |        |        |
|  | Kuwait           |                  |            | 3        |                           |                           |  |  |        |        |
|  | Corea del Sud    | 4                |            |          |                           |                           |  |  |        |        |
|  | Corea del Sud    | 4                | Cina       | 6        |                           |                           |  |  |        |        |
|  |                  |                  | Cina       | 6        |                           |                           |  |  |        |        |
|  |                  | Kazakistan       | 7          |          |                           |                           |  |  |        |        |
|  | Kazakistan       | Kazakistan       | 7          | 25       |                           |                           |  |  |        |        |
|  | Kazakistan       |                  |            | 25       |                           |                           |  |  |        |        |
|  | Hong Kong        | 1                |            |          |                           |                           |  |  |        |        |
|  | Hong Kong        | 1                | Kazakistan | 10       | Finale per il terzo posto | Finale per il terzo posto |  |  |        |        |
|  |                  |                  | Kazakistan | 10       | Finale per il terzo posto | Finale per il terzo posto |  |  |        |        |
|  |                  | Giappone         | 8          |          |                           |                           |  |  |        |        |
|  | Giappone         | Giappone         | 8          | 25       | Corea del Sud             | 5                         |  |  |        |        |
|  | Giappone         |                  |            | 25       | Corea del Sud             | 5                         |  |  |        |        |
|  | Singapore        | 3                |            | Giappone | 9                         |                           |  |  |        |        |
|  | Singapore        | 3                |            |          | 9                         |                           |  |  |        |        |
|  |                  |                  |            |          |                           |                           |  |  |        |        |
|  |                  |                  |            |          |                           |                           |  |  |        |        |

#### Quarti di finale
| 23 novembre , ore 14:30 | Giappone              | 25 – 3 (5-2, 10-3, 18-3) referto | Singapore | \| Arbitri: \| Shi (CHN) Chung (HKG) \| |
| Arbitri:                | Shi (CHN) Chung (HKG) |                                  |           |                                         |

| 23 novembre , ore 15:55 | Cina                | 22 – 2 (6-0, 10-0, 16-2) referto | Arabia Saudita | \| Arbitri: \| Lee (KOR) Tan (SIN) \| |
| Arbitri:                | Lee (KOR) Tan (SIN) |                                  |                |                                       |

| 23 novembre , ore 19:30 | Kuwait                             | 3 – 4 (0-1, 2-4, 3-4) referto | Corea del Sud | \| Arbitri: \| Stalnichenko (KAZ) Stavridis (GRE) \| |
| Arbitri:                | Stalnichenko (KAZ) Stavridis (GRE) |                               |               |                                                      |

| 23 novembre , ore 20:55 | Kazakistan                     | 25 – 1 (8-0, 13-0, 21-1) referto | Hong Kong | \| Arbitri: \| Al-Saad (KUW) Al-Sheaifi (KSA) \| |
| Arbitri:                | Al-Saad (KUW) Al-Sheaifi (KSA) |                                  |           |                                                  |

#### Semifinali
| 24 novembre , ore 19:30 | Cina                      | 22 – 9 (6-1, 11-2, 10-5) referto | Corea del Sud | \| Arbitri: \| Makihashi (JPN) Tan (SIN) \| |
| Arbitri:                | Makihashi (JPN) Tan (SIN) |                                  |               |                                             |

| 24 novembre , ore 20:55 | Kazakistan                 | 10 – 8 (3-2, 7-5, 7-6) referto | Giappone | \| Arbitri: \| Bock (GER) Stavridis (GRE) \| |
| Arbitri:                | Bock (GER) Stavridis (GRE) |                                |          |                                              |

##### 5º - 8º posto
| 24 novembre , ore 14:30 | Arabia Saudita | 7 – 9 (2-1, 3-5, 5-7) | Kuwait |  |

| 24 novembre , ore 15:55 | Hong Kong | 6 – 14 (0-3, 2-5, 4-9) | Singapore |  |

#### Finali

##### 7º posto
| 25 novembre , ore 14:30 | Arabia Saudita          | 20 – 11 (7-3, 10-4, 13-8) referto | Hong Kong | \| Arbitri: \| Tan (SIN) Al-Saad (KUW) \| |
| Arbitri:                | Tan (SIN) Al-Saad (KUW) |                                   |           |                                           |

##### 5º posto
| 25 novembre , ore 15:55 | Kuwait                     | 5 – 4 (1-1, 2-1, 3-2) referto | Singapore | \| Arbitri: \| Makihashi (JPN) Bock (GER) \| |
| Arbitri:                | Makihashi (JPN) Bock (GER) |                               |           |                                              |

##### Medaglia di Bronzo
| Arbitri: | Ni (CHN) Margeta (SLO) |

|                    |           |            |
| 2: JW Kang, DJ Lee | Marcatori | 5: Shimizu |

##### Medaglia d'Oro
| Arbitri: | Stavridis (GRE) Koganov (AZE) |

|          |           |              |
| 4: N Pan | Marcatori | 2: Zhilyayev |

### Classifica finale
| Pos.    | Squadra        |
| ------- | -------------- |
| Oro     | Kazakistan     |
| Argento | Cina           |
| Bronzo  | Giappone       |
| 4       | Corea del Sud  |
| 5       | Kuwait         |
| 6       | Singapore      |
| 7       | Arabia Saudita |
| 8       | Hong Kong      |
| 9       | Qatar          |

## Torneo femminile
Il torneo femminile si è svolto dal 15 al 17 settembre. Le quattro partecipanti hanno disputato un girone unico che ha visto la Cina conquistare il primo successo nella competizione femminile.

### Risultati
| 15 novembre , ore 14:30 | Kazakistan | 38 – 2 (13-1, 27-1, 35-1) | India |  |

| 15 novembre , ore 15:55 | Cina | 25 – 1 (7-0, 12-0, 17-0) | Uzbekistan |  |

| 16 novembre , ore 14:30 | Kazakistan | 14 – 5 (4-1, 6-2, 9-2) | Uzbekistan |  |

| 16 novembre , ore 15:55 | Cina | 38 – 2 (10-0, 22-1, 30-1) | India |  |

| 17 novembre , ore 14:30 | Uzbekistan | 20 – 2 (5-1, 10-1, 15-1) | India |  |

| 17 novembre , ore 15:55 | Cina | 13 – 5 (4-1, 7-3, 8-4) | Kazakistan |  |

### Classifica finale
|         | Squadra    | Punti | G | V | N | P | GF | GS | Diff |
| ------- | ---------- | ----- | - | - | - | - | -- | -- | ---- |
| Oro     | Cina       | 6     | 3 | 3 | 0 | 0 | 76 | 8  | +68  |
| Argento | Kazakistan | 4     | 3 | 2 | 0 | 1 | 57 | 20 | +37  |
| Bronzo  | Uzbekistan | 2     | 3 | 1 | 0 | 2 | 26 | 41 | -15  |
| 4.      | India      | 0     | 3 | 0 | 0 | 3 | 6  | 96 | -90  |